# Thomas Campion
Thomas Campion, född omkring 1570, död 1620, var en engelsk skald och tonsättare. 
Campion studerade juridik, men blev därefter läkare och praktiserade som sådan i London. Han utgav 1601-1617 fyra böcker sångbara Ayres (visor), med musik till större delen komponerad av honom själv, och skrev 1607-1613 för hovets fester flera maskspel, vilka kan ställas i jämbredd med Ben Jonsons. 
Campion sökte införa antikens strofiska versarter, vilka dock ej passade väl för engelska språket. Glömska föll över hans diktning, ända tills den åter framdrogs av Bullen, som 1889 utgav hans arbeten. År 1896 utkom ett urval därav, Lyric poems. Sedan dess anses Campion för en av det elisabetanska skedets behagfullaste lyriker.